# قزيلوز (صمصاد)
قزيلوز (بالكردية: Bircik‏) (بالتركية: Kızılöz)‏ هي قرية كرديّة تتبع إداريّاً لمديرية صمصاد في محافظة أديامان التركية، بلغ عدد سكانها 77 نسمة في عام 2021.